# تولع
تولع(عبری:תּוֹלָע به معنی «کرم حشره»)از شخصیت‌های تنخ یهودی یا عهد عتیق در انجیل است که نخستین بار نامش در کتاب داوران ذکر شده‌است. او هفتیمن داور اسرائیل و از داوران کوچک است که پس از ابیملک پسر جدعون و پیش از یائیر داوری داشته‌است. نام پدر او فواه و نام پدربزرگ او دودوی از خاندان تولعیان طایفه یساکار بوده‌است. او بیست و سه سال در اسرائیل داوری کرد و پس از آن در شامیر واقع در کوه افرایم و نزدیکی سامره دفن شد. در میان داوران، از تولع کم‌تر از دیگران سخن رفته‌است؛ و هیچ‌کدام از اعمالش ذکر نشده است. متن اصلی آن‌چه درباره تولع آمده، چنین است:
۱ و پس از ابیملک تولع پسر فواه پسر دودوی مردی از یساکار برای رهانیدن اسرائیل برخاست و در شامیر کوه افرایم ساکن بود.
۲ و بر اسرائیل بیست و سه سال حکمرانی کرده و آن‌جا درگذشت و در شامیر مدفون شد.(کتاب داوران- باب دهم- آیات ۱ و ۲)